# Dendrobieae
Dendrobieae é uma tribo da subfamília Epidendroideae, da família Orchidaceae.
As Dendrobium são orquídeas geralmente tropicais, epífitas e que formam pseudobulbos.
Algumas espécies da tribo, como as do gênero Dendrobium e Bulbophyllum são muito apreciadas por orquidófilos. Uma espécie muito difundida pertencente a esta tribo é a orquídea olho de boneca, a qual é cultivada em quase todo o mundo.